# Siarczek dimetylu
Siarczek dimetylu (ang. dimethyl sulfide, DMS) – związek siarkoorganiczny o wzorze (CH3)2S. Bezbarwna, słabo rozpuszczalna w wodzie, palna ciecz o temperaturze wrzenia 37 °C.
W dużych stężeniach ma charakterystyczny nieprzyjemny zapach. Podczas warzenia może pojawiać się w piwie, gdzie jego obecność uznawana jest za wadę, natomiast w stężeniach przekraczających próg wyczuwalności jest odpowiedzialny za zapach powstający podczas gotowania niektórych warzyw, zwłaszcza kukurydzy, kapusty, buraków i owoców morza.
W przemyśle jest wykorzystywany do kontroli procesów produkcji koksu i tlenku węgla, a w przemyśle petrochemicznym – w procesie rafinacji ropy naftowej.
Obecność siarczku dimetylu w widmie egzoplanet jest czasem uważana za biomarker procesów życiowych. Jednak stwierdzono, że może powstawać on także w procesach abiotycznych.